# Dadiharja
Dadiharja is een bestuurslaag in het regentschap Ciamis van de provincie West-Java, Indonesië. Dadiharja telt 2192 inwoners (volkstelling 2010).